# Camotes-See
Die Camotes-See ist ein Meeresteil zwischen den philippinischen Hauptinseln Cebu im Westen, Leyte im Osten und Bohol im Süden. 

## Geographie
Die Camotes-See liegt inmitten der mittleren philippinischen Inselgruppe der Visayas und liegt unter der Juristifikation der Central- und Eastern Visayas. Sie bedeckt ein Gebiet von 9923,6 km² und hat eine Küstenlänge von 549,2 km, diese Gebiete beinhalten auch die Gewässer des Danajon-Riffsystems im Süden der Camotes-See. Die größte Tiefe des Meeres beträgt 806 Meter unter dem Meeresspiegel. In ihrem Zentrum Teil liegen die Camotes-Inseln (u. a. die Insel Ponson), im Südwesten, direkt vor Cebu, die Insel Mactan und der Olango-Archipel. Vor der Nordküste der Insel Bohol liegen eine Vielzahl von kleinen Inseln die gebildet werden von Korallenriffen. Im Norden geht die Camotes-See in die Visayas-See, im Südwesten in die Straße von Cebu (oder Bohol-Straße) und im Südosten in den Canigao-Kanal und die Mindanaosee über.

## Ökologie
Die Gewässer der Camotes-See werden in zwei Ökozonen eingeteilt, die der eigentlichen Camotes-See und die des Danajon-Riffsystems im Süden. Die Gewässer und das Danjon-Riffsystem gelten als eine der fischreichsten der gesamten Central-Visayas. In der Camotes-See bedecken insgesamt Korallenriffe eine Fläche von 738,8 km², davon allein das Danajon-Riffsystem eine Fläche von 624,3 km² und übertrifft in seinen Ausmaßen auch die Korallenbänke im Apo Reef Marine Natural Park in der Mindoro-Straße. Weitere Korallenriffe finden sich rund um die Cuatro Islas und um Calangaman Island. Es gehört zu den größten Riffsystemen weltweit, ist aber weitestgehend unbekannt. Mangrovenwälder bedecken insgesamt 60,50 km² der Küstenlinie und gelten als ökologisch besonders wertvoll. Sie sind durchsetzt mit der Nipapalme (Nypa fruticans). Entlang der Küstenlinie des Camotes-See wurden auf 51 km² Aquakulturen angelegt.